# Program Jean Monnet
Jean Monnet (ang. Jean Monnet programme) – część programu Erasmus+ dotycząca edukacji na obszarze Unii Europejskiej. Nazwę otrzymał na cześć żyjącego na przełomie XIX i XX w. francuskiego polityka i ekonomisty, architekta wspólnot europejskich Jeana Monneta.
Jest to projekt Komisji Europejskiej adresowany do uczelni w państwach członkowskich UE, który ma ułatwiać wprowadzanie studiów dotyczących integracji europejskiej poprzez dotacje na rozruch. Fundusze przyznaje się na:
- tworzenie katedr Jean Monnet, tj. stanowisk dla nauczycieli prowadzących wykłady o integracji europejskiej w wymiarze pełnego etatu,
- uruchamianie prowadzonych regularnie w ramach studiów cykli zajęć w zakresie integracji europejskiej,
- wprowadzanie modułów europejskich dotyczących prawa Wspólnoty Europejskiej, europejskiej integracji gospodarczej, europejskiej integracji politycznej lub historii procesu budowania Europy,
- tworzenie centrów doskonałości Jean Monnet, w ramach których wykorzystuje się kadrę i zaplecze naukowe jednej lub kilku uczelni w celu wspólnego prowadzenia studiów i badań nad integracją europejską.